# 库特曼葡萄酒博物馆

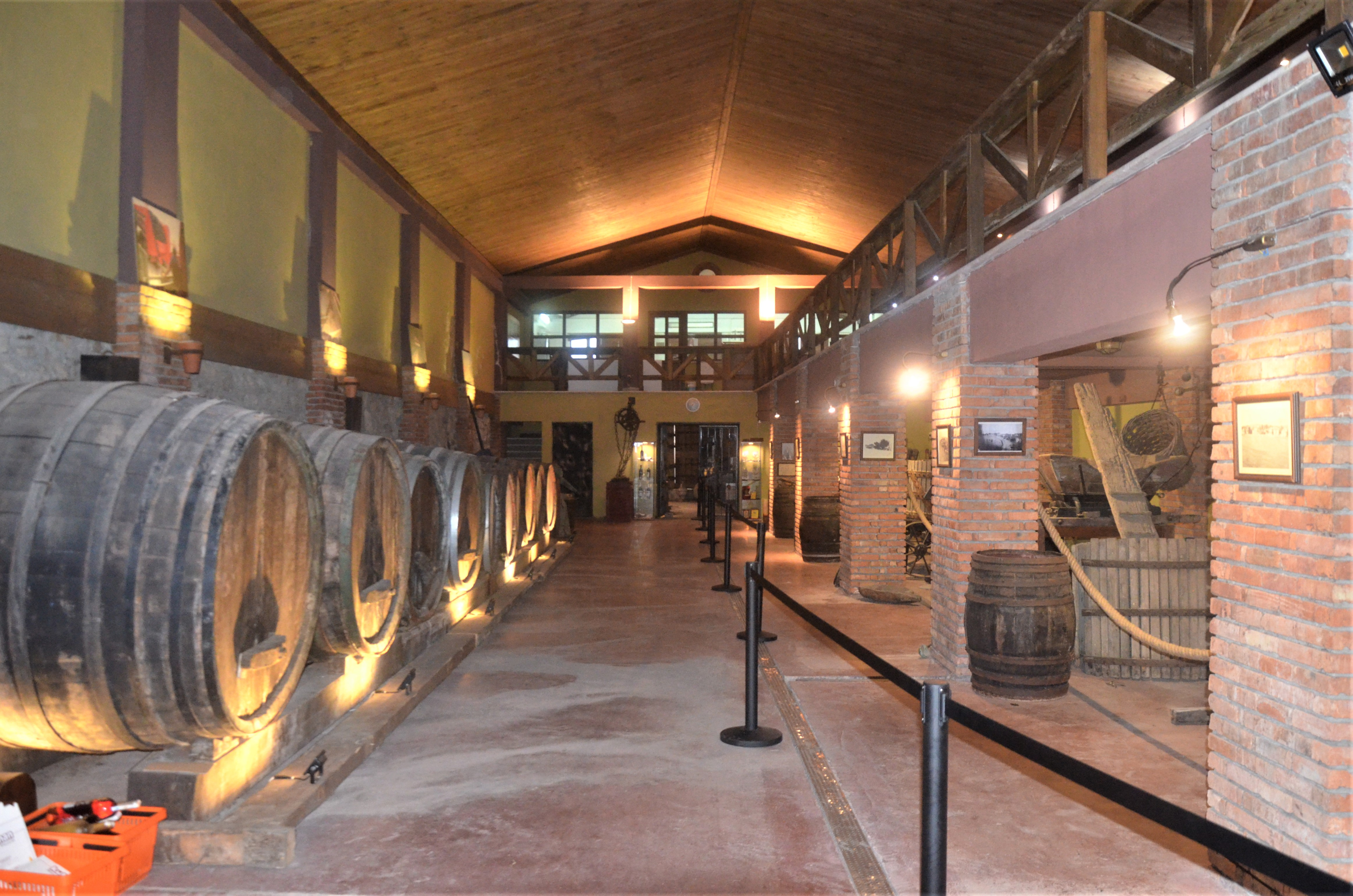

库特曼葡萄酒博物馆（土耳其語：Kutman Şarap Müzesi）是一个专注于葡萄酒酿制的私立博物馆，位于土耳其泰基尔达省沙尔柯伊县的穆雷夫特村（Mürefte）。

## 历史
2004年由库特曼酒庄（村里的五家酒庄之一）的第三代老板阿德南和卡希特·库特曼建立。 库特曼葡萄酒博物馆坐落在住宅旁边的一栋建筑内，这家人从1900年代初至1976年曾居住于此。 博物馆展出1928年被烧毁的旧住宅建筑的横梁、最近八十年的葡萄酒酿制记录、奥斯曼帝国时期的计重秤，机械破碎机、机械去梗机、葡萄汁泵、大木酒桶、瓶塞机和满是灰尘的酒瓶。